# Jour de colère (film)
Pour les articles homonymes, voir Jour de colère et Dies iræ (homonymie).
Pour plus de détails, voir Fiche technique et Distribution.
Jour de colère (Vredens Dag) est un film danois en noir et blanc de Carl Theodor Dreyer sorti en 1943.
Le film est également connu sous le titre Dies iræ ou Dies irae (Jour de colère en latin).

## Synopsis
En 1623, dans un village du Danemark, le pasteur Absalon vit avec sa mère, Merete, et sa seconde épouse, Anne, qu'il a recueillie. Celle-ci ignore tout de ses origines et n'a jamais éprouvé les soubresauts de l'amour. L'irruption presque simultanée dans leur demeure de Martin, le fils qu'Absalon a eu d'un premier lit, et de la vieille Marte Herlofs, accusée de sorcellerie, qui a bien connu la mère d'Anne, va bouleverser la vie de la jeune femme.

## Fiche technique
- Titre original : Vredens Dag
- Réalisation : Carl Theodor Dreyer
- Scénario : Carl Theodor Dreyer, Mogens Skot-Hansen, Poul Knudsen, d'après la pièce d'Hans Wiers-Jenssen Anne Pedersdotter
- Production : Carl Theodor Dreyer et Tage Nielsen
- Musique : Poul Schierbeck
- Montage : Anne Marie Petersen et Edith Schlüssel
- Décors : Erik Aaes
- Sortie : 1943
- Genre : drame
- Durée : 92 minutes

## Distribution
- Thorkild Roose : Absalon
- Lisbeth Movin : Anne
- Sigrid Neiiendam : sa belle-mère
- Preben Lerdoff : Martin
- Anna Svierkier : Marte Herlofs

## Production
Avec Jour de colère, Dreyer met fin à une longue absence cinématographique de onze ans. Après Vampyr, sorti en 1932, Dreyer travailla en effet comme journaliste, tout en tentant sans succès de faire aboutir plusieurs projets dont une adaptation de Madame Bovary, un documentaire sur l'Afrique et un film sur Mary Stuart.   
Dreyer, ayant assisté en 1925 à la représentation de Anne Pedersdotter, une pièce de Wiers-Jenssen, avait depuis plusieurs années le projet de l'adapter à l'écran. Cela se concrètisera en 1943, le film ayant été tourné pendant l'occupation du Danemark par les Nazis.
Finalement, le film diffère légèrement de la pièce, par exemple dans la scène figurant la rencontre de Anne et Martin et le baiser qu'ils échangent. Timides et hésitants dans la pièce, les acteurs se montrent ouvertement passionnés dans le film.
Les producteurs souhaitaient confier à Eyvind Johan-Svendsen le rôle d'Absalon, mais Dreyer le voyait comme un "homme de la Renaissance" et préféra un acteur qui saurait mieux incarner l'austérité du projet.
Ce film, comme d'autres œuvres de Dreyer, a été critiqué pour sa lenteur excessive. Dreyer a cependant expliqué que ni le rythme ni le montage n'avaient été organisés dans ce but, mais que la lenteur des mouvements à l'écran avait été recherchée pour introduire de la tension.

## Distinctions
Le film est inscrit sur la liste des Canons de la culture danoise.

## Autour du film
- Le terme Dies iræ est également le début, et de ce fait le nom, d'un des textes appartenant à la liturgie chrétienne des morts : la plupart des requiems ont une pièce intitulée Dies irae, souvent la plus sombre ou la plus dramatique de l'œuvre.